# منتخب تونس لسباعيات الرغبي
منتخب تونس لسباعيات الرغبي هو ممثل تونس الرسمي في المنافسات الدولية في سباعيات الرغبي
.